# Línea no balanceada de audio
La línea no balanceada también es conocida como línea no equilibrada.
Se trata de una Línea de audio en la que el retorno de la señal (señal retorno o frío) se produce a través de la malla exterior que cubre el conductor de ida (señal vivo o caliente), protegiéndolo contra interferencias electromagnéticas externas, aunque no las elimina completamente.
Las líneas no equilibradas terminan normalmente con conectores RCA, DIN o jack.
Normalmente, las líneas no balanceadas no se utilizan para el audio profesional, porque cuando se requiere longitud de cable, el efecto acumulativo de las interferencias puede producir tal nivel de distorsión que el sonido final sea inemitible por su pésima calidad.
Otro problema con una longitud de cable grande es que se puede formar el llamado bucle de tierra. Este efecto se puede producir en las líneas no balanceadas porque la malla exterior del cable está conectada a tierra en ambos extremos.
La resistencia del conductor que constituye la línea, normalmente, no supone un problema, porque es unas 100 veces inferior a la impedancia del equipo al que está conectado.
Lo habitual es que los fabricantes de cable faciliten el valor de la resistencia para corriente continua de un metro de cable. Un valor estandarizado de resistencia de cable es 0,012 ohmios para 5 metros.
La resistencia del cable sólo puede ser vital cuando se trata de altavoces, donde las impedancia habituales son 4, 8 y 16 ohmios. Por ello, los altavoces requieren cables de mucha sección, con resistencias sensiblemente inferiores (del orden de 0,04-0,08 Ω) para evitar que se pierda una parte considerable de la potencia antes de que la señal alcance el altavoz.
Un caso típico de línea no balanceada es la formada por un par coaxial.